# PORT
PORT je vědecko-technický týdeník České televize o novinkách a zajímavostech z nejrůznějších oblastí vědy, nových technologií a společenských oborů. V rubrice Michaelův experiment vystupoval Michael Londesborough. Vysílal se mezi léty 2007 a 2012.